# Unión Waterpolo Tenerife
El Unión Waterpolo Tenerife o simplemente Unión es un equipo de waterpolo ubicado en Santa Cruz de Tenerife, es junto al Waterpolo Tenerife Echeyde uno de los dos equipos de Waterpolo más competitivos de toda la isla, y entre los más de todo el Archipiélago Canario.

## Historia
El club fue fundado en el año 2018 por Eridú Alcalá y Fernando Curto con el solo objetivo de formar a deportistas interesados en el waterpolo
Desde su fundación, el Unión ha aumentado de manera constante el número de jugadores inscritos. Ha focalizado su actividad hacia el desarrollo de categorías base (lo que se conoce como “cantera”), colaborando con terceros como el Colegio Dominicas Vistabella,donde se ha fomentado la promoción de este deporte.
En términos competitivos, el Unión Waterpolo Tenerife ha ido ganando protagonismo en torneos locales y nacionales. En 2021, organizó el I Torneo Tenepolo, un evento importante para la preparación de la temporada 2021-2022, en el que participaron clubes como el Club Natación Metropole y el Club Natación Las Palmas.

## Actualidad
En la actualidad, el Unión Waterpolo Tenerife participa en ligas regionales de categorías Benjamín, Absoluto Femenino, Absoluto Masculino, Cadete, infantil, alevín y Juvenil. El club es de los más relevantes y prominentes del archipiélago canario. Junto al Waterpolo Tenerife Echeyde, Club Natación Las Palmas, Club Natación Metropole, CN Oceano, entre otros.